# Ranská jezírka
Ranská jezírka este o arie protejată (arie specială de conservare — SAC, sit de importanță comunitară — SCI) din Republica Cehă întinsă pe o suprafață de 29,6 ha, integral pe uscat.

## Localizare
Centrul sitului Ranská jezírka este situat la coordonatele 49°39′16″N 15°48′54″E / 49.654444°N 15.815°E.

## Înființare
Situl Ranská jezírka a fost declarat sit de importanță comunitară în mai 2016 pentru a proteja un număr necunoscut de specii din flora spontană și fauna sălbatică aflate în arealul zonei. Situl a fost protejat și ca arie specială de conservare în septembrie 2018.

## Biodiversitate
Situată în ecoregiunea continentală, aria protejată conține 1 habitat natural: Ape puternic oligomezotrofe cu vegetație bentonică cu Chara spp..
La baza desemnării sitului se află un număr nedeclarat de specii protejate.